# Estádio Cars Jeans
O  Estádio Bingoal (2022-presente), é um estádio multiuso em Haia, Países Baixos, projetado pela Zwarts & Jansma Architects. Concluído em 2007, o estádio é usado principalmente para futebol e hóquei em campo . É também o estádio da ADO Den Haag . Tem capacidade para 15.000 pessoas e substituiu o antigo estádio da ADO, Zuiderpark, que era consideravelmente menor. Apesar de ser uma das três maiores cidades dos Países Baixos, os clubes têm sido tradicionalmente menores que os seus rivais Ajax, Feyenoord e PSV Eindhoven . Foi o palco para o Campeonato do Mundo de Hoquei de 2014.

## Abertura

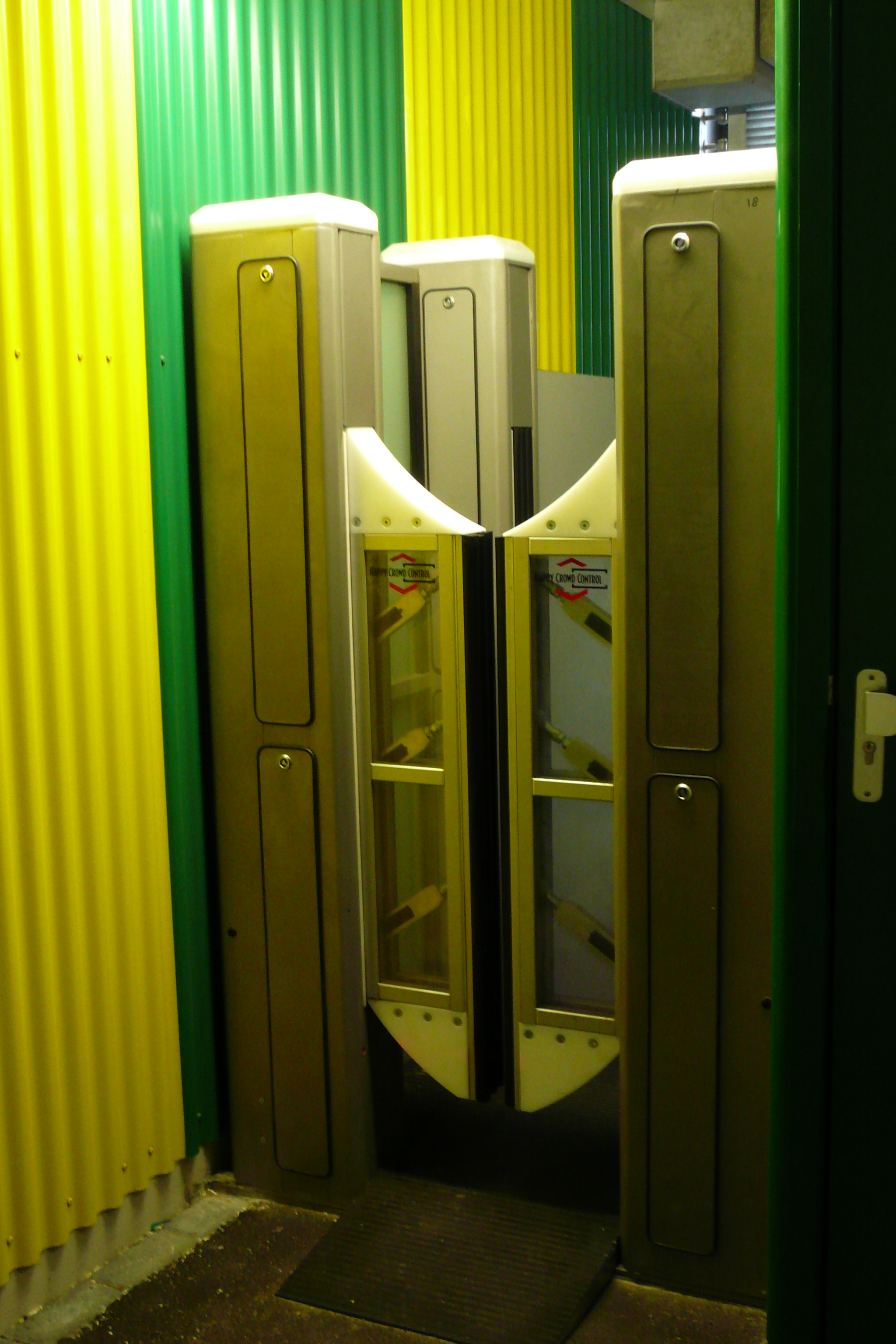
Imagem do inovador sistema utilizado no estádio já em sua abertura chamado "Happy Crowd Control"

A cerimónia de abertura foi a 28 de julho de 2007, desde junho de 2010,a ADO Den Haag tem um acordo de direitos de nomeação com a multinacional Kyocera para mudar o nome do estádio para Kyocera Stadion ( pronúncia holandesa:    ).
Quando o clube abriu o estádio, Wim Deetman, o presidente de Haia, disse que este estádio é o estádio mais seguro da Europa . O estádio possui câmaras de segurança instaladas que registam várias fotos de todos os membros da audiência e o chamado sistema Happy Crowd Control irá tirar fotos dos espetadores ao entrar no estádio.